# Качмашев, Геннадий Николаевич
Геннадий Николаевич Качмашев (30 августа 1919, Яранский уезд, Вятская губерния — 1978) ― советский хозяйственный, государственный и политический деятель. Заслуженный врач РСФСР (1958).

## Биография
Родился в 1919 году в селе Большая Рудка ныне Шарангского района Нижегородской области в семье учителей. Окончил Пермский медицинский институт (1941). Член ВКП(б) с 1943 года.
Участник Великой Отечественной войны. С 1945 года — на хозяйственной, общественной и политической работе. В 1945—1978 гг. — ординатор хирургического отделения 427-го военного госпиталя в городе Воронеже, врач-хирург хирургического отделения Республиканской больницы, заведующий этого отделения, главный хирург Министерства здравоохранения Марийской АССР. Основоположник абдоминальной хирургии в Республике Марий Эл.
Избирался депутатом Верховного Совета СССР 7-го созыва (1966—1970).
Умер в Йошкар-Оле в 1978 году, похоронен на Туруновском кладбище Йошкар-Олы.

## Звания и награды
- Заслуженный врач РСФСР (1958)
- Заслуженный врач Марийской АССР (1952)
- Почётный гражданин Йошкар-Олы (1977)
- Орден Трудового Красного Знамени (1966)
- Орден Красной Звезды (1943)
- Орден Отечественной войны II степени
- Медаль «За боевые заслуги»
- Медаль «За трудовое отличие» (1953)

## Память
- Мемориальная доска на здании Республиканской больницы в Йошкар-Оле (ул. Пролетарская, 60).